# Rosa holodonta
Espèce
Rosa holodonta  est une espèce de plantes à fleurs de la famille des Rosaceae. C'est un rosier classé dans la section des Cinnamomeae, originaire de Chine occidentale, importé en 1894 en même temps que Rosa moyesii.

## Description
Cette espèce tétraploïque est parfois tenue pour une forme, une variété ou un cultivar de Rosa moyesii à fleurs roses et fruits écarlates. Certains auteurs la considèrent même comme synonyme à Rosa moyesii
C'est un arbuste pouvant atteindre deux mètres de haut, aux feuilles de 7 à 13 folioles de 5 cm de long et 2,5 de large, aux fleurs simples roses, solitaires ou en petits groupes de deux ou trois, fleurissant en été (non remontant).
Les fruits sont des cynorrhodons de couleur rouge à maturité, à la forme particulière «  en bouteille », longs de 6 cm, lisses ou poilus.